# Stanley Black
Stanley Black (14 de junio de 1913 - 27 de noviembre de 2002) fue un compositor, arreglista, pianista y director de orquesta británico. Escribió y arregló varias bandas de sonido para películas, y grabó diversas obras en los sellos discográficos  London y London  Phase 4 de la empresa Decca Records.
Comenzó en el ambiente del jazz en la década de 1930 con músicos como Coleman Hawkins y Benny Carter, y luego fue cambiando al estilo latino en sus interpretaciones y arreglos, para luego ganar reconocimiento por la dirección de obras clásicas.

## Discografía principal
- The Cash Box Instrumental Hits, London LL158
- Plays for Latin Lovers, London LL248
- Jerome Kern's Symphonic Suite, London LL579
- Berlin Suite, London LL811
- Some Enchanted Evening, London LL1098
- Dancing in the Dark, London LL1099
- Carnival in the Sun, London LL1100
- Festival in Costa Rica, London LL1101
- Music for Romance, London LL1149
- Cuban Moonlight, London LL1166
- Music of Richard Rodgers, London LL1209
- Plays for Latin Lovers, London LL1248
- The Night Was Made for Love, London LL1307
- Summer Evening Serenade, London LL1332
- The Music of Lecuona, London LL1438
- Music of Cole Porter, London LL1565
- Red Velvet, London LL1592
- Tropical Moonlight, London LL1615
- Moonlight Cocktail, London LL1709 (Dec 1957)
- Place Pigalle, London LL1742
- Sophisticate in Cuba, London LL 1781
- The All Time Top Tangos, London PS 176
- More Top Tangos, Decca SKL 4812
- Gershwin Goes Latin, London PS 206
- Ravel - Bolero, London Phase 4 SPC 21003
- Rhapsody in Blue, London Phase 4 21009
- Spectacular Dances for Orchestra, London Phase 4 SP 21020
- Overture!, London Phase 4 21028
- Great Rhapsodies, London Phase 4 21030
- Exotic Percussion, London Phase 4 SP 44004
- Spain, London Phase 4 SP 44016
- Film Spectacular, London Phase 4 SP 44025
- Film Spectacular Vol.2, London Phase 4 SP 44031
- Music of a People, London Phase 4 SP 44060
- Broadway Spectacular, London Phase 4 SP 44071
- Russia, London Phase 4 SP 44075
- Film Spectacular Vol.3, London Phase 4 SP 44078
- Broadway Blockbusters, London Phase 4 44088
- Dimensions in Sound, London Phase 4 SP 44105
- Fiddler on the Roof, London Phase 4 44121
- Film Spectacular Vol. 4, London Phase 4 44173
- Rhapsody in Blue, London Phase 4 21009
- Digital Magic (Digital Spectacular!), London LDP 30001
- Film Spectacular Vol. 5, London Phase 4 SP 44225